# Autostrada A95 (Niemcy)
Autostrada federalna A95 (niem. Bundesautobahn 95 (BAB 95), Autobahn 95 (A95)) – autostrada w Niemczech łącząca Monachium z Garmisch-Partenkirchen.
W ciągu arterii w rejonie miejscowości Ohlstadt w roku 1972 otwarto długi na 1315 metrów most Loisachbrücke Ohlstadt nad rzeką Loisach. Arteria posiada dwie jezdnie po dwa pasy ruchu, a na początkowym odcinku od Monachium do węzła Starnberg po trzy pasy w obu kierunkach.

## Trasy europejskie
Autostrada A95 obecnie stanowi fragment trasy europejskiej E533. Do połowy lat 80. miała wspólny przebieg z drogą międzynarodową E6.

### Współczesne
| Trasa europejska | Przebieg                   |
| ---------------- | -------------------------- |
| E533             | (1) München-Sendling-Süd – |

### Historyczne
| Trasa europejska | Przebieg                              |
| ---------------- | ------------------------------------- |
| E6               | München – Münsing – Penzberg – Murnau |